# Esca (Einheit)
Die Esca war ein kleines Längenmaß in der Region um Bordeaux.
- 1 Esca = 12 Fuß plus 2 Zoll lang

Als Teil des Flächenmaßes
- 216 Escas = 1 Journee/Morgen (Tagwerk) = 3 Pougnerées[1]
- 72 Escas = 1 Pougnerée = 10.656 Quadratfuß (königl.) = 296 Quadrattoisen (Faden) = etwa 1124,43 Quadratmeter